# ورزشگاه ملی آندورا

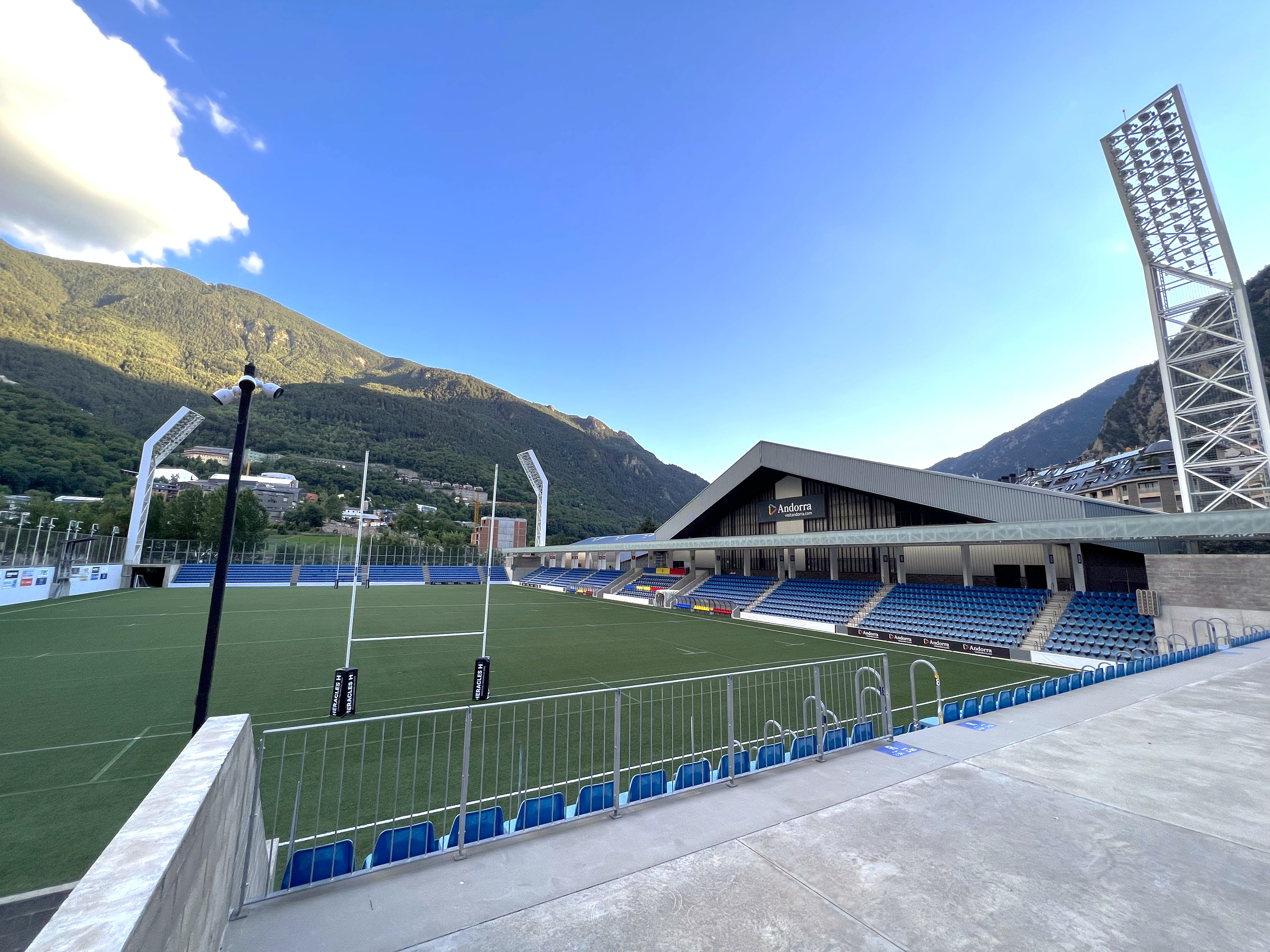
نمایی از ورزشگاه ملی آندورا

ورزشگاه ملی آندورا (انگلیسی: Estadi Nacional) یک ورزشگاه فوتبال در آندورا لا ولا، آندورا می‌باشد. این ورزشگاه، ورزشگاه ملی آندورا است که برای فوتبال و راگبی ۱۵ نفره استفاده می‌شود.
گنجایش ورزشگاه ۳۳۰۶ نفر است و سطح آن از چمن مصنوعی می‌باشد.